# 나가사키 대수해
나가사키 대수해(일본어: 長崎大水害 나가사키다이스이가이[*])는 1982년 7월 23일부터 다음 날인 24일 새벽까지 일본 나가사키현 나가사키시를 중심으로 일어난 집중호우로 인한 재해이다. 일본 기상청에서는 나가사키현을 중심으로 7월 23일부터 25일까지 내린 집중호우를 쇼와 57년 7월 호우(일본어: 昭和57年7月豪雨 쇼와57넨7가쓰고[*])라고 부르고 있으며 나가사키현은 7.23 나가사키 대수해(일본어: 7.23長崎大水害 7.23나가사키다이스이가이[*])라고 부르고 있다.
하루이틀 사이 내린 호우에서 나가사키시 북쪽에 있는 니시소노기군 나가요정에서는 23일 오후 8시까지 1시간 당 187mm의 호우를 관측했다. 이는 일본 역사상 시간당 최대 강수량으로 기록되어 있다. 니시소노기군 소토메정에서도 23일 오후 8시까지 2시간 당 286mm의 호우를 관측했는데 이도 일본 역사상 최대 2시간 당 강수량으로 기록되어 있다. 이 수해 이후 일본 기상청에서 기록적 단시간 호우정보(記録的短時間大雨情報)가 창설되었다.
기록적인 호우로 나가사키 시내에서만 299명이 사망하거나 실종되었으며 그 외에 24일 이후에도 비구름이 남하해 구마모토현에서도 24명의 사망자와 실종자가 발생하는 등의 피해를 입었다.

## 같이 보기
- 이사하야 호우
- 1983년 7월 일본 호우
- 2012년 7월 규슈 북부 호우